# Agnellus
Agnellus (Kr. u. 6. század) ókeresztény író.
Kr. u. 553 és 566 közt Ravenna püspöke volt, ez minden, amit életéről bizonyosan tudunk. Egyetlen munkája maradt ránk teljes egészében: a De ratione fidei ad Armenium (’A hűség megfontolásáról az örmények számára’). I. Pelagius pápa két levelének szintén ő a címzettje.